# Plymouth Duster
O Plymouth Duster foi uma versão semi-fastback do automóvel Plymouth Valiant, produzido nos EUA de 1970 a 1976.
O nome Duster foi posteriormente usado em pacotes opcionais de certas versões: 1979-1980 do Plymouth Volare, 1985-1987 Plymouth Turismo, e 1992-1994 Plymouth Sundance.

## Outras imagens
| {{{caption}}}                    |
| Plymouth Duster 1970 1ª geração. |

| {{{caption}}}                         |
| Plymouth Duster anos 1980 2ª geração. |

| {{{caption}}}                    |
| Plymouth Duster 1993 3ª geração. |

| {{{caption}}}         |
| Plymouth Duster 1971. |

| {{{caption}}}        |
| Plymoth Duster 1972. |

| {{{caption}}}         |
| Plymouth Duster 1974. |

| {{{caption}}}         |
| Plymouth Duster 1975. |

| {{{caption}}}         |
| Plymouth Duster 1976. |